# Kate Beckinsale
Kathrin Romany "Kate" Beckinsale (Finsbury Park, Londres, 26 de juliol de 1973) és una actriu anglesa. Filla dels actors Richard Beckinsale i Judy Loe. Després d'iniciar-se a la televisió, va debutar al cinema el 1993 i va triomfar a Hollywood amb dos papers protagonistes a les pel·lícules Pearl Harbor i Serendipity, ambdues del 2001.
Entre 1995 i 2003 va ser parella de l'actor gal·lès Michael Sheen, amb qui té una filla, i el 2004 es va casar amb el director estatunidenc Len Wiseman.

## Biografia
Kathrin Romany Beckinsale va néixer a Chiswick, Londres, Anglaterra. És filla única de l'actor Richard Beckinsale i l'actriu Judy Loe. El seu pare era d'ascendència birmana. Va fer la seva primera aparició en la televisió amb quatre anys, en un episodi de This is Your Life dedicat al seu pare. Quan tenia cinc anys, el seu pare de 31 anys, va morir sobtadament d'un atac al cor. Beckinsale va quedar profundament traumatitzada per la pèrdua i "va començar a esperar que succeïssin coses dolentes". Mentre que ella ha vist al seu pare "més en la televisió que en la vida", "sens dubte hi ha suficients records, per no sentir que és algú a qui desconeixia" la seva mare vídua, es va traslladar a viure amb el director Roy Battersby quan Beckinsale tenia nou anys i va créixer al costat dels seus quatre fills i la seva filla. Té una estreta relació amb el seu padrastre.: "no podria haver-hi un punt millor... ell no era agressiu, per la qual cosa em va deixar anar amb ell." Beckinsale té una mitja germana paterna, l'actriu Samantha Beckinsale, però no han tingut un contacte regular.
Beckinsale va ser educada en la Godolphin and Latymer School, una escola independent (particular) per a nenes situat a Hammersmith, a Londres de l'oest i va estar involucrada en el Orange Tree Youth Theatre. Va ser dues vegades guanyadora del Premi WH Smith Literary en la categoria de Ciència Ficció i Poesia. Ella mateixa s'ha descrit com una "flor tardana":. "Totes les meves amigues estaven besant nois i bevent sidra davant meu. Em va semblar molt depriment que no estiguéssim fent foc en els campaments, perquè tothom va anar a fer coses d'adults" declara. " Jo detestava ser una adolescent ". Va tenir una crisi nerviosa i va desenvolupar anorèxia amb 15 anys per la qual cosa es va sotmetre a psicoanàlisi freudià durant quatre anys.
Beckinsale llegia literatura francesa i russa en el New College, Oxford, va ser descrita més tard per una de les seves contemporànies, la periodista Victoria Coren, com "un assot d'intel·ligència, lleugerament boja, i molt encantadora". Beckinsale va estar involucrada amb la Societat Dramàtica de la Universitat d'Oxford, el seu treball més notable el va realitzar dirigida pel seu company d'estudis Tom Hooper en una producció de Panorama des del pont en el Teatre Oxford. Va passar el seu tercer any a París com a part del seu any obligatori a l'estranger com un estudiant de Llengües modernes, després de la qual cosa es va decidir deixar la universitat per concentrar-se en la seva carrera com a actriu: "estava arribant al punt en el qual no estava gaudint de qualsevol cosa, perquè la pressió era molt alta, m'estava cremant i jo sabia que havia de prendre una decisió."

### Carrera
Durant el seu primer any a Oxford, Beckinsale va rebre una oferta per actuar en la pel·lícula de Kenneth Branagh Much Ado About Nothing (Molt soroll i poques nous), una adaptació de la comèdia de Shakespeare. Amb aquesta pel·lícula se li van obrir les portes per intervenir en unes altres, la qual cosa va fer mentre seguia estudiant a la universitat.
El tercer any de carrera universitària el va passar a París per familiaritzar-se amb la cultura francesa. Després, va decidir no cursar el quart i últim any i es va concentrar en la seva carrera actoral.
Posteriorment va obtenir papers en pel·lícules de baix pressupost, com Shooting Fish, Alice Through the Looking Glass i The Last Days of Disco, ambdues el 1998. També va participar en la sèrie televisiva Cold Comfort Farm. La seva primera aparició en pel·lícules nord-americanes va ser Brokedown Palace, el 1999, la qual no va tenir èxit comercial.
L'èxit i el reconeixement internacional van arribar el 2001, amb Pearl Harbor. A la mateixa van seguir Serendipity, el mateix any, Underworld el 2003, i Van Helsing i L'aviador, el 2004.
El gener de 2006, Beckinsale va actuar en Underworld: Evolution, la seqüela del film de 2003. El seu següent paper destacat va ser en la comèdia Clic, produïda i coprotagonizada per Adam Sandler.
El 2007 va protagonitzar la pel·lícula de terror Vacancy, al costat de Luke Wilson.
Entre 2002 i 2009 Beckinsale, va ser triada com una de les dones més atractives del món, per diverses revistes com Hello!, Stuff Maxim FHM, i Esquire.
En la seva faceta com a escriptora, ha guanyat diversos premis amb els seus poemes i relats curts. A més, parla francès, rus i alemany.

## Model
Beckinsale ha treballat ocasionalment com a model. El 1997, va aparèixer en el video musical de George Michael, Vals Away Dreaming. El 2002 va actuar al costat d'Orlando Bloom en un anunci de televisió de Gap, dirigida per Cameron Crowe. Va aparèixer en un anunci publicitari de Coca-cola Light el 2004, dirigida per Michel Gondry. El 2009 Absolut Vodka anuncia una campanya de fotografia de Beckinsale dirigida per Ellen von Unwerth. També ha promogut el sabó Lux en un anunci per a la televisió japonesa.

## Vida privada

### Relacions

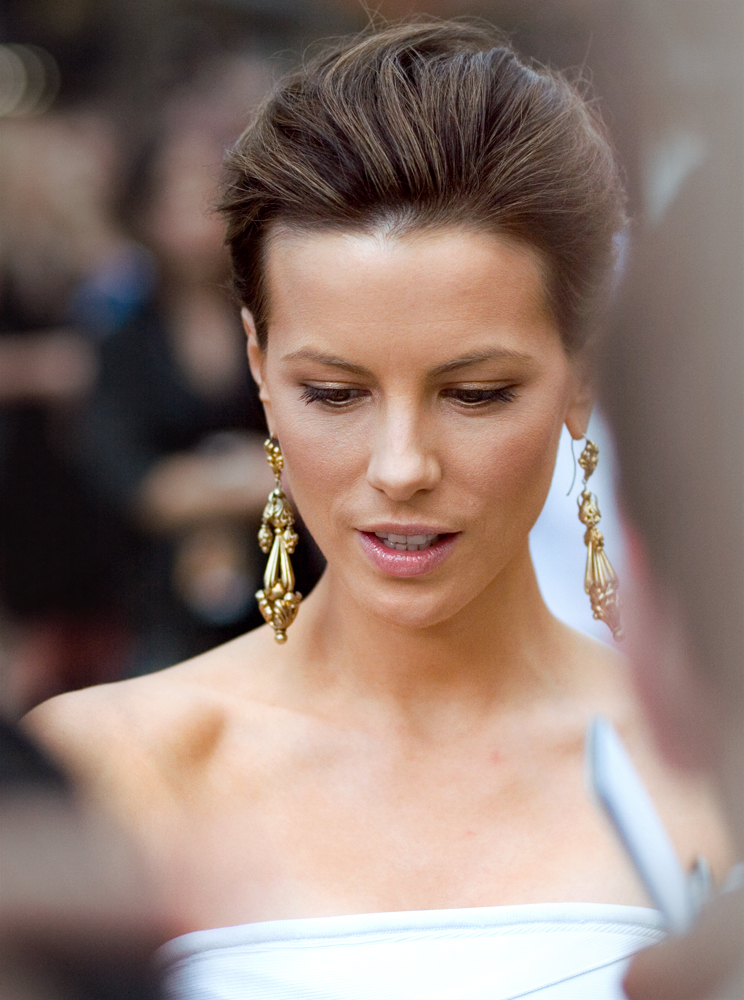
Beckinsale en l'Estrena a Londres de Live Free or Die Hard, 2007

Beckinsale va tenir una relació de vuit anys amb l'actor Michael Sheen, des de 1995 fins a 2003. Es van conèixer quan es va llançar en la producció d'una gira de The Seagull a principis de 1995 i es van traslladar a viure junts poc després. S'ha dit que va ser "amor a primera vista" i que la va salvar de "un hospital per a criminals dements". En 1997, va aparèixer en una producció de ràdio de Romeo i Julieta. La seva filla, Lily Mo Sheen, va néixer a Londres el 1999. L'actriu ha dit que era "vergonya" que Sheen mai es va proposar, però se sentia com si estigués casada:". Si tens en la teva propietat un llibre de la biblioteca massa temps, se sent que és teu".
La seva relació va acabar a principis de 2003, després del rodatge de Underworld. Beckinsale havia convençut al director Len Wiseman perquè Sheen estigués en la pel·lícula, però, ella i Wiseman, que estava casat, van començar una relació. Totes les parts, a més de la primera esposa de Wiseman, han sostingut que no va haver-hi infidelitat, i Beckinsale i Sheen van seguir sent amics propers. Wiseman es va casar amb Beckinsale el 9 de maig de 2004 a Bel-Air, Califòrnia. Al novembre de 2015, es va anunciar que Beckinsale i Wiseman s'estaven divorciant.

### Accions legals
Al juliol de 2003, la Comissió de Queixes de Premsa va desestimar una demanda presentada per Beckinsale. Beckinsale havia afirmat que el Daily Mail va envair la privadesa d'ella i de la seva filla mitjançant la publicació d'unes fotografies, on se li veu abraçant a la seva filla i després sent besada pel seu nou promés, Len Wiseman. L'article va ser titulat "L'última escena d'amor de la impressionada mamà Lily" i va incloure una imatge en la qual s'aprecia a la seva filla, de quatre anys, ignorant les accions romàntiques de la seva mare. La Comissió va constatar que les fotografies s'havien pres en un lloc públic i que no van revelar detalls privats sobre Lily, com la seva salut o l'educació, però que estaven restringides a la vista de la majoria del públic". L'agost de 2003, Beckinsale va rebre una disculpa publicada des del Daily mail, després que el periòdic informés que havia passat un temps en una clínica arran de la separació del seu promés Michael Sheen. La disculpa va ser emesa després que l'actriu presentés una denúncia davant la Press Complaints Comision. El 2009, Beckinsale va ser indemnitzada amb £20,000 euros en danys i perjudicis pel Tribunal Suprem Britànic després de prendre accions legals contra el periòdic Northern & Shell. El Daily Express falsament havia informat que l'actriu s'enfrontava a l'angoixa després d'haver-se perdut una part de la nova versió de Barbarella.

### Treball de caritat

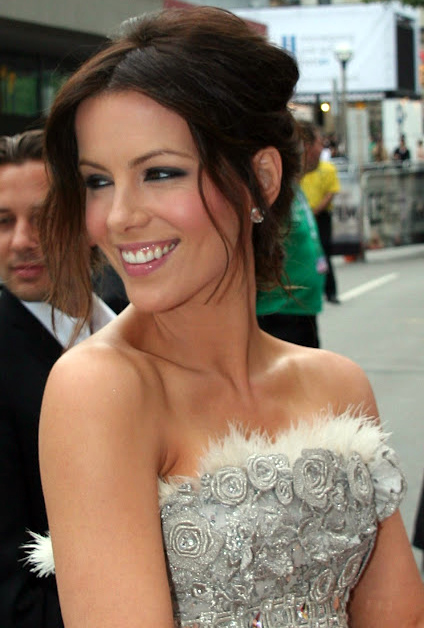
Kate Beckinsale el 2008

Beckinsale ha pertangut a la Fundació Britànica del Cor "des que tenia sis anys". També ha donat objectes de record de les seves pel·lícules a la Fundació de Recerca Mèdica de l'epidermolisis bullosa, MediCinema, Hàbitat per a la Humanitat i la Fundació de la Indústria de l'Entreteniment. El 2008 va rebre el 4t Annual Pink Party per recaptar fons per a l'Institut de Recerca del càncer de la Dona en el Cedars-Sinai Medical Center i va organitzar una projecció d'Eva al nu per FilmAid Internacional. El 2012 Beckinsale es va unir a la jornada de Nestlé Compartir l'alegria del Programa de Lectura per crear consciència sobre la importància de l'alfabetització dels nens.

## Interpretacions

### Filmografia

#### Pel·lícula
| Any  | Títol                                    | paper                           | Notes         |
| ---- | ---------------------------------------- | ------------------------------- | ------------- |
| 1993 | Molt soroll per no res                   | Hero                            |               |
| 1994 | La taula de Flandes (Uncovered)'         | Julia                           |               |
| 1994 | Prince of Jutland                        | Ethel                           |               |
| 1995 | Marie-Louise ou la Permission            | Marie-Louise                    |               |
| 1995 | Cold Comfort Farm                        | Flora Pal                       |               |
| 1995 | Haunted                                  | Christina Mariell               |               |
| 1997 | Com peix a l'aigua (Shooting Fish)       | Georgie                         |               |
| 1998 | Els últims dies del disc                 | Charlotte Pingress              |               |
| 1998 | A través de l'espill                     | Alice                           |               |
| 1999 | Brokedown Palace                         | Darlene Davis                   |               |
| 2001 | Pearl Harbor                             | Infermera Tinent Evelyn Johnson |               |
| 2001 | Serendipity                              | Sara Thomas                     |               |
| 2001 | The Golden Bowl                          | Maggie Verver                   |               |
| 2002 | Laurel Canyon                            | Alex Elliot                     |               |
| 2003 | Underworld                               | Selene                          |               |
| 2003 | Tiptoes                                  | Carol                           |               |
| 2004 | L'aviador                                | Ava Gardner                     |               |
| 2004 | Van Helsing                              | Anna Valerious                  |               |
| 2006 | Clic                                     | Donna Newman                    |               |
| 2006 | Underworld: Evolution                    | Selene                          |               |
| 2007 | Vacancy                                  | Amy Fox                         |               |
| 2007 | Snow Angels                              | Annie Marchand                  |               |
| 2008 | Nothing but the Truth                    | Rachel Armstrong                |               |
| 2008 | Tan sol un instant                       | Carla Davenport                 |               |
| 2009 | Terror en l'Antàrtida                    | Carrie Stetko                   |               |
| 2009 | Underworld: La rebel·lió dels licantrops | Selene                          |               |
| 2009 | Tots estan bé                            | Amy                             |               |
| 2012 | Contraban                                | Kate Farraday                   |               |
| 2012 | Underworld: El despertar                 | Selene                          |               |
| 2012 | Total Recall                             | Lori                            |               |
| 2013 | Els límits de la veritat                 | Cate                            | Directe a VOD |
| 2014 | Eliza Graves                             | Eliza Graves                    | Directe a VOD |
| 2014 | The Face of an Angel                     | Simone                          | Directe a VOD |
| 2015 | Absolutely Anything                      | Catherine                       |               |
| 2016 | Love & Friendship                        | Lady Susan Vernon               |               |
| 2016 | The Disappointments Room                 | Dana                            |               |
| 2016 | Underworld: Blood Wars                   | Selene                          |               |

#### Televisió
| Any  | Títol                                              | Paper                 | Notes                           |
| ---- | -------------------------------------------------- | --------------------- | ------------------------------- |
| 1991 | Devices and Desires                                | Jove Alice Mair (veu) | Miniserie; episodi 2            |
| 1991 | Mary Lindell                                       | Barbe Lindell         |                                 |
| 1992 | Rachel's Dream                                     | Rachel                | Curt                            |
| 1993 | Anna Lee                                           | Thea Hahn             | Cinema experimental: "Headcase" |
| 1996 | Emma                                               | en:Emma Woodhouse     | Pel·lícula                      |
| 1998 | A través del mirall i el que Alicia va trobar allí | Alicia                | Pel·lícula                      |

#### Video jocs
| Ao   | Títol                    | Veu          |
| ---- | ------------------------ | ------------ |
| 2014 | The Elder Scrolls Online | Queen Ayrenn |

### Teatre
| Any  | Títol               | Rol  | Lloc                      |
| ---- | ------------------- | ---- | ------------------------- |
| 1995 | La gavina           | Nina | Teatre Royal, Bath i Tour |
| 1996 | Sweetheart          | Toni | Royal Court Theatre       |
| 1996 | Clocks and Whistles | Anne | The Bush                  |

### Ràdio
| Any  | Títol           | Rol      | Notes                              |
| ---- | --------------- | -------- | ---------------------------------- |
| 1997 | Emma            | Narrador | Para Hodder & Stoughton AudioBooks |
| 1997 | The Proposal    | Narrador | Per a la BBC Radio 4               |
| 1997 | Romeo i Julieta | Julieta  | Para Naxos Records                 |